# Пая
Пая — река в России, протекает в Нытвенском районе Пермского края. Устье реки находится в 8,4 км по левому берегу реки Сюзьва. Длина реки составляет 30 км. 
Исток реки на Верхнекамской возвышенности у деревни Ковриги в 17 км к северо-востоку от села Григорьевское. Исток реки находится на водоразделе с бассейном Обвы. Река течёт на юг, протекает деревни Лузино, Роди, Прохоры, Ипаты, Ленино. Впадает в Сюзьву у посёлка станции Чайковская.

## Данные водного реестра
По данным государственного водного реестра России относится к Камскому бассейновому округу, водохозяйственный участок реки — Кама от Камского гидроузла до Воткинского гидроузла, речной подбассейн реки — бассейны притоков Камы до впадения Белой. Речной бассейн реки — Кама.
По данным геоинформационной системы водохозяйственного районирования территории РФ, подготовленной Федеральным агентством водных ресурсов:
- Код водного объекта в государственном водном реестре — 10010101012111100014141
- Код по гидрологической изученности (ГИ) — 111101414
- Код бассейна — 10.01.01.010
- Номер тома по ГИ — 11
- Выпуск по ГИ — 1